# Саличе-Контесса, Карл-Вильгельм
Карл Вильгельм Саличе-Контесса (нем. Karl Wilhelm Salice-Contessa; 19 августа 1777, Хиршберг — 2 июня 1825, Берлин) — немецкий новеллист и драматург. Младший брат Кристиана Якоба Саличе-Контессы.
Написал новеллы — «Zwei Erzählungen» (Б., 1815), «Erzählungen» (Дрезд., 1819) — и пьесы для сцены («Das Rätsel», «Magister Rösslein», «Der unterbrochene Schwätzer», «Der Findling», «Talisman»). Особенно известны его «Kindermärchen» (Берл., 1816—1817), изданные в сотрудничестве с Фукэ и Гофманом. Контесса занимался также пейзажной живописью; Гофман вывел его в своих «Серапионовых братьях» (Сильвестр). Его «Sämmtliche Schriften» было издано в Лейпциге (1826).